# 仲错隆巴错
仲错隆巴错（藏語：གྲོང་ཚོ་ལུང་པ་མཚོ།，威利转写：grong tsho lung pa mtsho，THL：Drongtso Lungpa Tso）也作仲措隆巴错、钟措弄巴湖、钟措弄巴错，简称钟错或钟措，位于中国西藏自治区林芝市工布江达县境内，地处工布江达县东部，湖面海拔3840米，面积2.4平方公里。湖水从南部流出注入南部的巴松错。